# ディープステート
ディープステート（英: deep state、略称: DS）、または闇の政府、地底政府とは、アメリカ合衆国連邦政府の一部（特にCIAとFBI）が金融・産業界の上層部と協力して秘密のネットワークを組織しており、選挙で選ばれた正当な米国政府と一緒に、あるいはその内部で権力を行使する隠れた政府（国家の内部における国家）として機能しているとする陰謀論である。「影の政府」と重複する概念でもある。
この言葉はもともと、トルコに長年に渡って存在すると言われている「国家の内部における国家」を指す用語として1990年代に造られたものだが、次第にアメリカでも使われるようになり（オバマ政権時代を含む）、ドナルド・トランプが彼の敵対者の総称として使うようになったことで一般に普及した。トランプは、在任中に展開された他の右派ポピュリスト運動の要素も取り入れながら、自身のTwitterアカウントでディープステートを含むさまざまな陰謀論を拡散し、Qアノンをはじめとする多数の陰謀論グループの誕生に寄与した。
この言葉は、少なくとも1950年代から用例があり、軍産複合体という概念もその一つとされる。「軍産複合体陰謀論」では、軍部と軍需産業による陰謀団が米国政府を終わりなき戦争に駆り立てて私腹を肥やしているとされる。
2017年と2018年に行われた世論調査では、アメリカ国民全体の約半数がディープステートの存在を信じていることが示唆されている。
日本では、一部の政治家や市民の間でディープステートの存在が主張されているが、これは根拠のない陰謀論である。

## 言及
「ディープステート」という言葉はもともと、1990年代のトルコで生まれたと考えられているが、アメリカには少なくとも1950年代から類似の陰謀論が存在しており、1955年の『原子力科学者会報』に掲載された記事において、アメリカ人が「国家の内部における国家」の存在を信じていることが述べられている。

### 学者とジャーナリストによる言及
政治学者のジョージ・フリードマンは、連邦職員に対する大統領の権限が制限された1871年以降、ディープステートが存在すると主張している。
歴史学者のアルフレッド・ウィリアム・マッコイは、アメリカ同時多発テロ事件以降、米国情報機関の力が強まり「米国政府に第四の部門が構築された」と主張している。彼によると、それは「多くの点で行政から独立しており、その傾向は次第に強まっている」という。
タフツ大学のマイケル・J・グレノンは、バラク・オバマ元大統領は「二重政府」に対する抵抗や改革に失敗したと述べており、ディープステートの存在を示す証拠として、オバマ元大統領の主要な公約であったグアンタナモ湾収容キャンプの閉鎖に失敗したことを挙げている。
2017年、トランプが大統領に就任する数週間前に行われたインタビューにおいて、上院民主党の院内総務であったチャック・シューマーは、CIA批判を繰り返してきたトランプを「本当に間抜けだ」と罵り「言っておくが、情報機関を敵に回すと徹底的な復讐にあうぞ」と述べた。アメリカ自由人権協会（ACLU）を含む、さまざまなコメンテーターがこの発言をディープステートの存在を示す証拠として指摘している。
サンフランシスコ大学のレベッカ・ゴードン（Rebecca Gordon）は、ビジネスインサイダーに寄稿した2020年の記事において、トランプは「ディープステート」という言葉を米国政府（特にトランプを「いらだたせる」政府機関）や、トランプの政策実行を阻害する裁判所・司法省・報道機関などを指す用語として使用していると述べている。
国際政治学者で内閣官房参与である川上高司は、アメリカ大統領選挙についてのインタビューにおいて、トランプの主張するディープステートとは「『権力』そのもの」だと指摘し、例として巨大産業、マスコミ、知的エリート層を挙げている。また、明確に定義されていないと述べている。

### 著名人による言及
2014年、元米国議会職員のマイク・ロフグレンは、「強力な既得権益」を守るディープステートが存在し、「米国政府内外の凝り固まった利害関係者のネットワークが（中略）米国民の実際の利益や要望をほとんど考慮することなく、米国の防衛・貿易政策や優先順位を決定している」と主張した。
2017年、民主党のデニス・クシニッチ元下院議員は、情報機関に米露関係の破壊を企む人物がいると主張した。
元英首相のリズ・トラスは首相を辞任した責任を「ディープステート」に転嫁している。また、家父長制とディープステートこそが諸悪の根源と主張している。
立憲民主党の原口一博は『ロシアや中国の政府が言う事が嘘でDSが言うことが正しいなんて私は、思わない。ロシアや中国は、古い歴史を持つ国であり、そこには大勢の国民がいる。嘘ばかりついて国が持つはずもない。人は、正しさを求めるものだ。寧ろ嘘ばかりついて内部崩壊の危機にあるのは、DSの方だ。』と発言しているほか、度々ディープステート（DS）という言葉を使用している。
作家の副島隆彦は「ディープ・ステイトとの血みどろの戦いを勝ち抜く中国」で、中国はディープステートに対抗しているとし、習近平はDSと「新家父長制」の解体に向け動いていると述べている。
元NSA職員で内部告発者のエドワード・スノーデンなど、一部のコメンテーターは公務員からなるディープステートが存在すると主張している。
Facebook創設者のマーク・ザッカーバーグは2024年に入って以降、政治観を反転させており、 バイデン政権を「検閲」「ディープステート」と批判した。

### トランプとその支持者による言及
大統領在任中、ドナルド・トランプと彼の側近は、ディープステートがトランプの計画を妨害していると主張し、フーマ・アベディンやジェームズ・コミーを訴追しなかったことから司法省をディープステートの一部であると主張した。一部のトランプ支持者と右派メディアは、トランプに対するディープステートの抵抗をオバマ元大統領が主導していると主張した。また、情報高官や行政府職員がリークやその他の内的手段で政策を誘導しているという疑惑にもこの言葉を使用した。
2018年、ニュート・ギングリッチは、2016年アメリカ合衆国大統領選挙におけるロシアの干渉を捜査していたロバート・モラーはディープステートの構成員であると主張した。
同年、ニューヨーク・タイムズ紙は、アメリカ合衆国国土安全保障省のマイルズ・テイラーによる匿名の論評を掲載した（当時、この論評は「トランプ政権の高官」によるものとされていた）。この論評において、テイラーはトランプを批判し「トランプ自身の政権の高官の多くが、彼の計画の一部と彼の最悪の性向を妨げるために、内部から熱心に働きかけている」と主張した。ケビン・マッカーシー元下院議長は、これをディープステートが活動している証拠であると評し、デイビット・ボッシーは、これはディープステートが「アメリカ国民の意思に反して活動している」ものだと主張する論説をFOXニュースに寄稿した。
同年、共和党のランド・ポール上院議員は、CIAが機密情報を「ギャング・オブ・エイト」にしか説明しないのはディープステートの一例だと述べた。
2020年、トランプ政権の閣僚で大統領首席補佐官を務めたミック・マルバニーは、トランプを妨害するディープステートは存在するのかと聞かれ「絶対に、100%存在する」と答えた。
2024年アメリカ合衆国選挙の共和党候補選挙では、トランプは「ディープステートの解体」を掲げ、陰謀論を公約に織り交ぜた。
2024年3月、スティーブン・バノンは、トランプ元大統領が問題視する「影の政府」の中核として、米軍を統括する国防総省、中央情報局（CIA）などの情報機関、司法省などの法執行当局を挙げた。その上でトランプ元大統領は「特にFBI（連邦捜査局）に目を向けるだろう」と述べた。

### 日本
ディープステートの存在を主張する政治家や陰謀論者が存在する。2011年の東日本大震災はディープステートによる人工地震であるとする陰謀論も存在するが、専門家やメディアはこれを否定している。また、新型コロナウイルス感染症の流行以降、ディープステート信奉者が増加しているとの指摘もある。
- 衆議院議員の原口一博は、SNSや国会の場で「日本は米国の軍産複合体と巨大なグローバル資本が結合したディープステートに隷属している」と主張し、自主独立の必要性を訴えている。原口はまた、トランプ大統領の支持を表明し、ディープステートの存在を公言しているが、その発言は陰謀論と批判されている[14][60][61]。
- 元福井県議会議員の斉藤新緑は、新型コロナウイルス感染症の流行を「ディープステートによる偽装パンデミック」と位置づけ、ワクチンを「殺人兵器」と主張するなど、Qアノンに類似した陰謀論的言説を展開している[14][62][63]。これらの発言は政権与党の県議として大きな波紋を呼び、2023年の県議選で落選する一因となったとされる[14][64]。他に、ディープステートの存在を主張する地方政治家には、広島県呉市の前市議、谷本誠一や、愛知県議の末永啓などがいる[14]。
- 元外交官の馬渕睦夫は、著書やYouTube番組などで「世界を陰から支配する勢力（ディープステート）は確かに存在している」と主張している。馬渕は、ディープステートがロシアを支配するためウクライナを利用してプーチン大統領に戦争を仕掛けたとし、また2020年のアメリカ大統領選挙では「トランプが実際は勝利した」と述べている[14][65]。
- 自民党の西田昌司は、伝統的なユダヤ陰謀論や反グローバリズムの立場から、ディープステートの存在を主張している。2022年には馬渕睦夫を招いたYouTube番組で、「ソビエトも中国もアメリカの背後にある国際金融資本につながる勢力（ディープステート）が作った」と発言している[65]。
- 反ワクチン団体「神真都Q」は、アメリカの極右陰謀論「Qアノン」の日本版とされ、反ワクチン活動やディープステート支配説を唱えている[14][66][67]。

また、一部のデモ参加者の間で、財務省や厚生労働省が「ディープステート」の手先であるとする主張が見られる。これらの主張には、「財務省は世界を支配する闇の組織ディープステートの手先である」「トランプ大統領が日本の財務省の解体を発表した」「財務省に日本国籍の人はいない」など、根拠のない情報も含まれている。2025年3月の財務省解体デモでは、「今のオールドメディアの状況はディープステートの暗躍の結果」との主張もあった。2025年4月に東京・霞が関で行われた「財務省・厚労省解体デモ」では、農水省、法務省、文科省、外務省、総務省、こども家庭庁、大手メディア、自民党なども解体対象に掲げられ、のぼりには「ディープステートの手先」と書かれていた。日本ファクトチェックセンター（JFC）によると、これらの多くは根拠のない偽情報や誤情報であると指摘されている。こうした主張は、政治や行政への不信感や個人の体験・感覚に基づくナラティブ（語り口）と結びついており、陰謀論的な性質を持つとされる。京都府立大学の秦正樹准教授は、陰謀論は「正しさへの固執」や政治への不満から生まれやすく、政治関心の高い層にも陥りやすいと分析している。また、社会的影響は限定的だが、組織化・過激化すれば事件のリスクが高まると警鐘を鳴らしている。

## 批判
トランプによる「ディープステート」という用語の使用に批判的な人々は、これについて事実無根の陰謀論であると述べている。
カリフォルニア大学ロサンゼルス校法学部のジョン・D・マイケルズ（Jon D. Michaels）は、エジプト・パキスタン・トルコといった発展途上の政府と比べて、米国の政府権力構造は「ほとんど完全に透明」であると述べている。マイケルズは、規制・福祉・犯罪防止・国防を担当する連邦政府機関とそれを運営する職員を含む米国の「ディープステート」は、5つの重要な点でトランプの主張とは根本的に異なると次のように論じている。
- エリート主義ではない – 米国の官僚の社会経済的背景は、諸外国（特に中東、ひいては西欧）の官僚と比べると非常に多様である。
- 影に隠れていない – 中東・アジア・ヨーロッパの政府機関と比べ、米国の政府機関は一般的に「透明性が高く、アクセス性が高い」。
- 一枚岩ではない – 米国の「ディープステート」の内部は多様であり、断片的である。
- 防波堤であり、破城槌ではない – 米国の公務員の行動は本質的に防衛的であり、積極的ではない。
- 超憲法的権力ではない – 官僚機構は、大統領や政府機関の行き過ぎを最終的にチェックする役割を果たす抑制と均衡の立憲的システムの一部とみなすべきである。

批評家たちは、米国でこの言葉を使用することは、社会制度に対する国民の信頼を損うことにつながり、反対意見の弾圧を正当化するために使われかねないと警鐘を鳴らしている。
政治評論家で元大統領顧問のデビッド・ガーゲンによると、この言葉はスティーブ・バノンやブライトバート・ニュースなどのトランプ支持者によって、トランプの大統領職を批判する人々を非正当化するために採用されたものだという。
ハーバード大学教授のスティーヴン・ウォルトは、「米国の外交政策を動かしている秘密の陰謀やディープステートは存在しない。超党派の外交政策エリートが存在する程度で、それはありふれた風景の中に隠れている」と述べている。
人類学者のC・オーガスト・エリオット（C. August Elliott）は、ディープステートについて、「シャロー・ステート（shallow state、浅瀬国家）」、すなわち「今や公務員が、大統領の非常に浸水しやすい船を浅瀬に導き、難破する可能性から遠ざけるタグボートとして機能するアメリカ」の出現であると表現した。

## 世論調査
2017年4月に米国人を対象に行われた世論調査によると、「政府を密かに操ろうとしている軍・情報機関・政府関係者」と定義される「ディープステート」について、約半数（48%）が存在すると考えており、全体の約3分の1（35%）は陰謀論であると考え、残り（17%）は特に意見を持っていなかった。「ディープステート」が存在すると考えている人のうち、半数以上（58%）が「大きな問題である」と回答した。
2018年3月の世論調査では、ほとんどの回答者（63%）が「ディープステート」という言葉を知らなかったが、「国家政策を密かに操作したり指示したりする、選挙で選ばれた訳ではない政府や軍関係者のグループ」と表現した場合、過半数の人が米国にディープステートが存在する可能性が高いと信じていることが判明した。回答者の4分の3（74%）は、この種のグループが連邦政府に恐らく（47%）または間違いなく（27%）存在すると考えていると回答した。
2019年10月、エコノミスト誌とYouGovが回答者に「ディープステート」の定義を示さずに実施した世論調査では、共和党員の70%、無党派層の38%、民主党員の13%が、「ディープステートはトランプの失脚を図っている」ことに同意した。

## 関連文献
- 烏谷昌幸『となりの陰謀論』講談社〈講談社現代新書 2778〉、2025年6月20日。ISBN 978-4-06-540135-4。（電子版あり）
- Good, Aaron (2022). American Exception: Empire and the Deep State. New York: Skyhorse Publishing. ISBN 978-1510769137
- Rohde, David S (2021). In Deep: the FBI, the CIA, and the Truth about America's "Deep State". New York: W. W. Norton & Company. ISBN 978-0393867602